# Aktuellt
Aktuellt är ett nyhetsprogram i Sveriges Television som visas på vardagar i SVT2.

## Historia

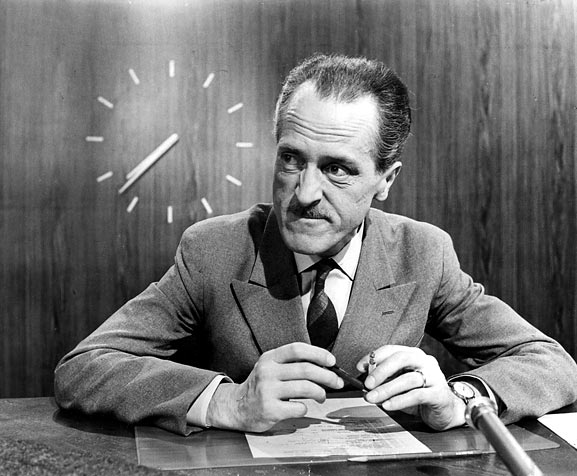
Olle Björklund alias "Mr Aktuellt", 1960.

### 1950- och 60-talen
Programmet började sändas den 2 september 1958 klockan 20.00. Då sändes programmet bara tre gånger i veckan (tisdag, torsdag och lördag) och var 20 minuter långt, men redan efter en månad, den 4 oktober, förlängdes lördagssändningen till en halvtimme. Den 2 januari 1961 utökades sändningarna till varje dag och från den 8 oktober 1962 började man sända en kortare sändning sist i kvällens tablå. Från 1959 sändes programmet från Studio G i Svea artilleriregementes gamla lokaler vid Valhallavägen i Stockholm.
1963 gjorde Aktuellt ett reportage om en militärövning, vid Boxviks kile. Reportern Bo Sture Nilsson samt den frilansande fotografen Sven Lindqvist och helikopterföraren överfurir Gösta Lindqvist omkom när helikoptern kolliderade med en elledning. Den ende överlevande var Kenneth Sandin, ljudteknikern vid TV i Göteborg. Reportaget publicerades aldrig.
I och med starten av TV2 1969 lades Aktuellt ner (det sista programmet sändes den 29 november och TV2 hade officiell premiär den 5 december, även om den hade "tjuvstartat" ett tag innan) och redaktionen delades upp. Sveriges Radio skapade samtidigt en central nyhetsredaktion ("Nyhetsredaktionen") för både radio- och tv-nyheter. Nyhetsredaktionen tog hand om telegramsändningarna i ett program som hette TV-nytt och som sändes i både TV1 och TV2. Dessutom gjorde man en längre sändning klockan 19.30 i TV2. Utöver detta startade två fördjupande nyhetsprogram: Rapport i TV2 och Nu i TV1. Både TV-nytt och Nu sändes i färg från Studio 16 i Radiohuset. Här var även centralredaktionen förlagd.

### 1970-talet
1972 gjordes en omorganisation av nyhetsprogrammen inom SVT. Omorganisationen innebar att Aktuellt återkom, med premiär den 30 september 1972. Rapport fick då ta hand om den mest tittarstarka sändningen 19.30 medan Aktuellt hade en längre sändning 21.00. I och med nyordningen sände TV-nytt i början av både Aktuellt och Rapport. Sändningen inleddes med Aktuellts rubriker, följt av telegram från TV-nytt och därefter Aktuellt igen. Chef för det återuppståndna Aktuellt blev Sam Nilsson. 21-sändningen försökte efterlikna upplägget i dagstidningar, varför man även hade med de viktigaste sporthändelserna.
Den 1 oktober 1978 slutade Sam Nilsson som redaktionschef och blev TV1-chef. I slutet av 1978 upphörde centralredaktionen och TV-nytt. Dess personal och uppgifter fördes över till Rapport, Aktuellt och Ekoredaktionen. Det innebar också att Aktuellt från den 15 januari 1979 fick ytterligare en daglig sändning när man tog över den kortare textade sändningen klockan 17.55.

### 1980-talet
Den 16 mars 1981 byttes den beige studioinredningen mot ett s-format bord och en vinröd bakgrund. Denna scenografi behölls ända fram till dess att Aktuelltredaktionen på sensommaren 1986 flyttade till det nya Nyhetshuset, beläget mellan radio- och tv-husen. Den 18 augusti 1986 sändes Aktuellt från den nya Studio 12 i Nyhetshuset samt från en sändningsplats i de nya redaktionslokalerna. Den vinröda studioinredningen byttes också ut mot en sobert grå bakgrund.
Den 31 augusti 1987 flyttades den sena sändningen till 21.30 och utökades med 45 minuter, men det var bara en tillfällig förändring och man återgick till det gamla formatet med en halvtimmes sändning klockan 21.00.

### 1990-talet
I början av 1990-talet startades flera specialprogram såsom Speciellt, Lilla Aktuellt och A-ekonomi.

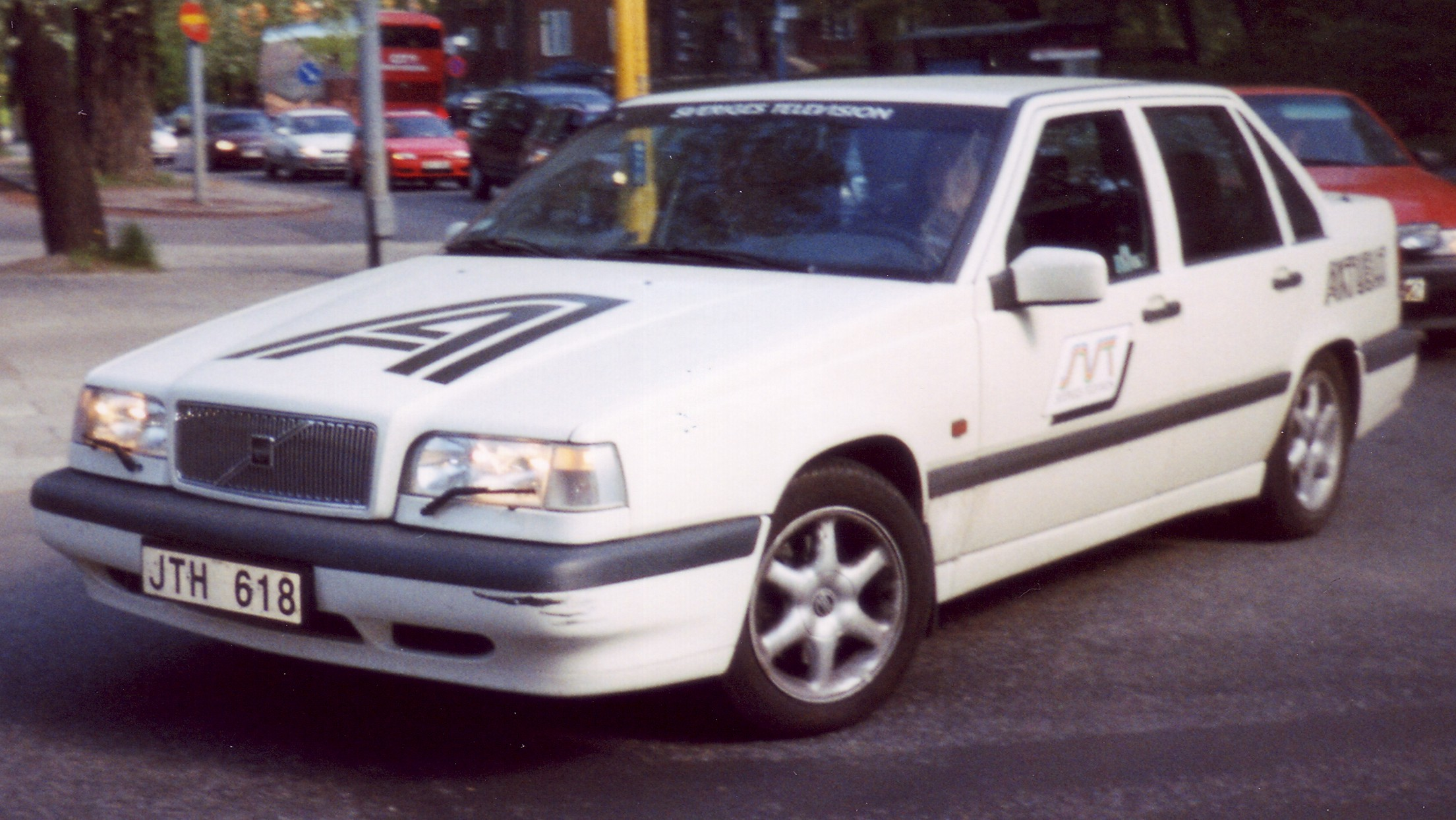
En Volvo 850 från Sveriges Television ute på uppdrag för Aktuellt. Bilden är tagen år 2000, och på bilen ser man Aktuellts gamla logotyp.

När Kanal 1 utvidgade sina sändningar till att även omfatta sena eftermiddagar startades en Aktuelltsändning klockan 16.00. Den 1 mars 1993 fördes denna sändning över till Rapport. Det var en del av en omfattande omorganisation där Rapport fick ett allt mer omfattade uppdrag med morgonsändningar, eftermiddagssändningar och större ansvar för extrasändningar. Ett scenario som ofta diskuterades var att 18-sändningen skulle tas över av Rapport och att Aktuellt skulle fokusera helt på 21-sändningen.
Den 8 januari 1996 lades Aktuellt 21 i ett programblock kallat "nyhetstimmen". Detta innebar att Aktuellt fick en kortare sändning 21.55. Den 7 januari 1997 flyttades 18-sändningen till SVT2 av tablåtekniska skäl. Tidigare hade Aktuellt 18 legat i anslutning till barnprogrammen (Bolibompa), något som ansågs vara problematiskt då Aktuellt ibland kunde innehålla våldsamma nyhetsbilder.

### 2000-talet
År 2000 slogs SVT:s alla nyhetsredaktioner ihop till en enda. Alla nyhetsprogram behöll dock sina namn, studior, programledare och en mindre redaktion tills vidare.
Den 15 januari 2001 gjordes en omfattande tablåförändring i SVT:s kanaler. För Aktuellt innebar detta att Nyhetstimmen med 21-sändningen flyttades till SVT2 och att regionala nyheter integrerades i timmen. Detta gjorde att nyhetstimmen blev 70 minuter lång. De sena kortsändningen flyttades till 22.05. Förändringen innebar också att A-ekonomi började sända i Aktuellt 18. Den 8 september samma år flyttade Aktuellt och alla de andra Stockholmsbaserade nyhetsprogrammen in i en gemensam nyhetsstudio, och samma dag bytte Aktuellt grafik.
Den 30 september 2002 byttes Aktuellts studiodekor ut. Detta har gjorts flera gånger tidigare, men den här gången valde man att ta bort både det långa bordet och kontorsstolarna ur studion. I stället fick programledarna stå upp.
Den 7 januari 2003 lades nyhetstimmen ner, det vill säga den sena korta Aktuelltsändningen. Den långa Aktuelltsändningen var dock oförändrad och sändes i en halvtimme 21.00. Övriga delar av nyhetstimmen, Sportnytt, regionala nyheter och A-ekonomi, lades i en halvtimmesslot mellan 22.00 och 22.30. Den 26 januari 2004 gjordes ytterligare en tablåomläggning vilken gjorde att A-ekonomi flyttades tillbaka och blev en del av Aktuellts 21-sändning.
Den 6 december 2004 gjordes vinjetternas grafik om och man började använda särskilda vinjetter för 18- respektive 21-sändningen. Målet är att locka unga tittare, vilket man dock har misslyckats med.
I samband med att man i början av 2007 meddelade att Eva Landahl skulle bli ny chef för Aktuellt beslutades att Aktuellt och samhällsredaktionen skulle höra ihop organisatoriskt under samma chef. I början av mars presenterades en omfattande utredning av nyhetsverksamheten inom Sveriges Television. Denna föreslog bland annat att Aktuellt 18 skulle göras om till en Rapport-sändning. Aktuellt 21 skulle riktas in mer på fördjupning och A-ekonomi flyttas till Rapport 19.30..
Aktuellt fick ett nytt utseende med ny studiodekor den 19 november 2007. Samtidigt blev Jarl Alfredius och Anna Hedenmo de två huvudprogramledarna. Man övergick också till bredbildsformat. 18-sändningen togs också bort och ersattes av Rapport. Programmet går nu endast kl. 21 varje söndag till fredag, på lördagar sändes under en period en kortare Rapportsändning istället.
I samband med omgörningen 2007 gjordes en satsning kallad "Öppen redaktion" där tittarna kunde följa redaktionens arbete på webben. Projektet Öppen redaktion lades ned i juni 2009, varvid redaktionen började att kommunicera med tittarna via Twitter istället.
Då programledaren Jarl Alfredius slutade på Aktuellt, på grund av sjukdom, ersattes han av Lennart Persson. Persson tillträdde den 1 oktober 2008.

### 2010-talet
Lennart Persson slutade på Aktuellt hösten 2010 och ersattes då av Jon Nilsson. Dock fick Persson strax efter att han slutat börja igen, eftersom Karin Hübinette tvingats sluta efter riksdagsvalet 2010.
Den 5 mars 2012 gjordes Aktuellt om igen och återgick till det system som var under perioden 2001-2003, dvs. en hel nyhetstimme. I nyhetstimmen ingår både ordinarie och fördjupande nyheter, sportnyheter, regionala nyheter och utrikesnyheter. Nyhetstimmen programleds av två ordinarie programpar: Anna Hedenmo och Jon Nilsson samt Claes Elfsberg och Cecilia Gralde. De två sistnämnda har tidigare arbetat på Rapport. De ordinarie programledarna byts dock ut ibland, särskilt under semestertider då nyhetstimmen bara blir en halvtimme, och bara inriktad mot ordinarie och regionala nyheter, sportnyheter samt väder. Aktuellts nya förändring meddelades i december 2011, då SVT också bekräftade att Claes Elfsberg skulle sluta som programledare för Rapport och gå över till Aktuellt istället. Nya Aktuellt sänds från Studio 5 och en helt ny studiodekor med bland annat en åtta meter lång videoskärm för grafiska effekter. Nya kameror på robotstativ gör det möjligt att sända med HD-kvalitet. De regionala nyhetsprogrammen använde fram till december 2019 sig även av denna grafiska profil vid Aktuelltsändningarna.
Under hösten 2019 flyttade Aktuellt in i Morgonstudions TV-studio då studiodekoren i Studio 5 skulle rivas för ge plats åt en ny studiodekor i samband med Rapports 50-årsjubileum den 5 december samma år. Aktuellt flyttade sedan in i samma dekor 28 januari 2020.
I samband med detta ändrades grafiken på de lokala nyhetssändningarna.
Även väderkartorna ändrades i slutet av 2019. Aktuellt, Rapport, Morgonstudion och Lokala nyheter har samma nya väder-grafik.
I samband med Coronapandemin bytte Kulturnyheterna i Aktuellt plats med Lokala nyheter.
Från den 24 augusti 2020 är Aktuellt enbart 45 minuter (21.00 - 21.45) istället för 1 timme (21.00 - 22.00) då Sporten samt dom Lokala nyheterna flyttade från Aktuellt och därmed också bytte kanal till SVT1. Detta då det var för dyrt att ha lokala sändningar i flera kanaler och då hittade man en lösning genom att köra Sporten klockan 22 följt av Lokala Nyheter samt en kort nyhetssändning från Rapport då i SVT1 och sen den 10 januari 2022 när Sportnytt flyttade tillbaka till SVT2 måndag-torsdag och började sända kl 21.46 så blev Aktuellt 38 minuter (21.00 - 21.38).

### 2020-talet
För deras sändning den 3 mars 2023, kallad "Aktuellt special: Ett år sedan invasionen" vann TV-programmet Kristallen för Årets nyheter - och aktualitetsprogram.
Från och med den 25 augusti 2024 ersattes söndagssändningen med Rapport. Den sista söndagssändningen av Aktuellt sändes den 18 augusti 2024 klockan 21.00 på SVT2.

## Programledare (i urval)
Följande personer är eller har varit programledare i Aktuellt.
| - Lars Adaktusson - Ingela Agardh - Jarl Alfredius - Johar Bendjelloul - Olle Björklund - Pia Brandelius - Nedjma Chaouche - Pelle Edin - Nils Edman - Anita Hallberg Egervall - Claes Elfsberg - Katia Elliott - Cecilia Gralde - Ivo Grenz - Anna Hedenmo - Jeanette von Heidenstam | - Jesper Henricson - Anders Holmberg - Bo Holmqvist - Bo Holmström - Karin Hübinette - Mats Hådell - Gun Hägglund - Elisabet Höglund - Anita Jekander - Christina Johannesson - Sven Lindahl - Jon Nilsson - Pelle Nilsson - Nike Nylander - Morgan Olofsson - Anna Olsdotter Arnmar | - Åke Ortmark - Lars Orup - Rikard Palm - Lennart Persson - Ann-Britt Ryd Pettersson - Monica Saarinen - Ingrid Schrewelius - Helena Stålnert - Karoline Spångberg Norlander - Sven Strömberg - Magnus Thorén - Ulf Wallgren - Mats Weiland - Lisbeth Åkerman - Yvonne Åstrand |

## Aktuelltchefer
- 1958 Åke Söderqvist och Gert Engström
- 1965-1969 Per-Martin Hamberg
- 1972-1978 Sam Nilsson
- 1978 Mats Svensén och Gustaf Olivecrona
- 1979-1984 Rolf Gustavsson
- 1984-1989 Lars Jacobsson
- 1989-1990 Lars Weiss
- 1990-1993 Henrik Frenkel
- 1993-2001 Stig Fredrikson
- 2001-2005 Helena Stålnert
- 2005-2006 Cilla Benkö Lamborn
- Nov 2006 -Juni 2007 Anders Sundkvist (tillförordnad chef)
- 2007-2013 Eva Landahl

Från 2013 är chefen för SVT:s riksnyheter (se Rapport) också chef för Aktuellt.

## Övrigt
Programmet är av titlarna i boken Tusen svenska klassiker (2009).